# Belleair Beach (Florida)
Belleair Beach es una ciudad ubicada en el condado de Pinellas en el estado estadounidense de Florida. En el Censo de 2010 tenía una población de 1560 habitantes y una densidad poblacional de 350,39 personas por km².

## Geografía
Belleair Beach se encuentra ubicada en las coordenadas 27°55′40″N 82°50′14″O / 27.92778, -82.83722. Según la Oficina del Censo de los Estados Unidos, Belleair Beach tiene una superficie total de 4.45 km², de la cual 1.24 km² corresponden a tierra firme y (72.13%) 3.21 km² es agua.

## Demografía
Según el censo de 2010, había 1560 personas residiendo en Belleair Beach. La densidad de población era de 350,39 hab./km². De los 1560 habitantes, Belleair Beach estaba compuesto por el 95.71% blancos, el 0.38% eran afroamericanos, el 0.06% eran amerindios, el 1.03% eran asiáticos, el 0% eran isleños del Pacífico, el 0.58% eran de otras razas y el 2.24% pertenecían a dos o más razas. Del total de la población el 3.72% eran hispanos o latinos de cualquier raza.